# Азово-Кубанський артезіанський басейн
Азово-Кубанський артезіанський басейн — розташований в Краснодарському, а також на заході Ставропільського краю і в південній частині Ростовської області. Площа 110 тис. км². 

## Характеристика
Басейн приурочений до похованої частини Українського кристалічного щита і південної частини Російської платформи з докембрійським підмурівком, Скіфської плити з епігерцинською складчастою основою і Західно-Кубанського передового прогину. З півдня обмежений мегантиклінорієм Великого Кавказу, зі сходу — Ставропільським підняттям, з півночі і південного-сходу — зануренням Великого Донбасу, з заходу — акваторією Азовського моря. У басейні виділено 18 водоносних комплексів. Основні експлуатаційні водоносні комплекси приурочені до середньо-верхньопліоценових (кімерійський, куяльницький, краснодарський горизонти) і понтичних пісків, пісковиків і вапняків на глибині 100–500 м; потужність комплексів відповідно 550 і 400 м. Дебіт свердловин самовиливом до 250 л/с, середній питомий дебіт 0,1-2,3 л/с, коефіцієнт водопровідності — 1000–8000 м²/доб. Води прісні або маломінералізовані (0,5–1,5 г/л). Інші палео-, мезо- і кайнозойські осадові водоносні комплекси загальною потужністю до 3000 м залягають на великій глибині, менш водовмістні (питомі дебіти 0,01–1,2 л/с) і більш мінералізовані (від 0,5 до 3–5 г/л і більше). Води нерідко термальні (60 °C і більше). Регіональна область живлення всіх комплексів і горизонтів північих схилів Великого Кавказу, правобережжя Нижнього Дону; області розвантаження — Азовське море, нижні течії pp. Кубань, Дон, Манич. Природні ресурси підземних вод 259,4×107 м³ на рік (з них неогенові водоносні комплекси — 1,6 млрд; палеогенові — 571 млн, мезозойські — 343 млн, палеозойські — 77 млн); прогнозні експлуатаційні ресурси — 110×107 м³ на рік. Підземні води басейну інтенсивно експлуатуються численними свердловинами для господарських та побутових потреб та технічного водопостачання; в бальнеології.